# Berliner Luft- und Badeparadies
Pour les articles homonymes, voir Berliner Luft.

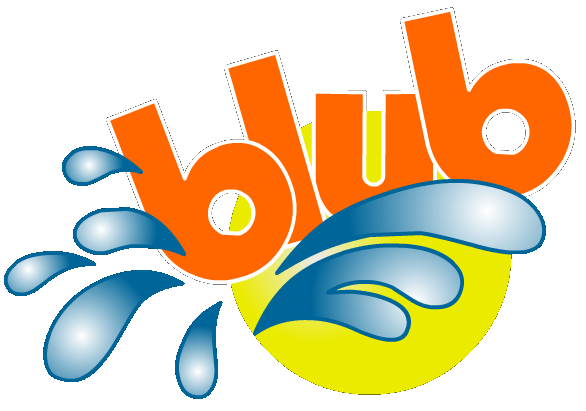
Le logo du Blub

Berliner Luft- und Badeparadies également connu sous son acronyme Blub était un complexe de loisirs aquatiques de 35 000 m2 situé à Berlin-Britz en Allemagne. Il ouvre ses portes en 1985 jusqu'à sa fermeture en 2005. Il est à présent en ruines.

## Nom
Berliner Luft- und Badeparadies qui signifie littéralement (« Paradis aquatique et aérien berlinois ») devait s'appeler City Resort Berlin mais l'acronyme Blub a plu à son créateur Harald Frisch, puis au repreneur Tobias Willmeroth qui le décrit comme « adéquat, cours et typiquement bérolin ». Un des slogans du complexe dans les années 1980 était « Berlin blubst vor Vergnügen ».

## Situation
Le Blub se trouve à Berlin-Britz (arrondissement de Neukölln) sur la Buschkrugallee 64, une rue faisant partie de la route nationale 179. Le complexe est situé à quelques encablures au sud de l'A100, et la station de métro la plus proche, desservie par la ligne 7, est Grenzallee. Le bus 141 dessert également l'arrêt Buschkrugallee / Ecke Franz-Körner-Straße, très proche du complexe.

## Historique
Le complexe ouvre ses portes le 14 février 1985 sous la houlette du PDG Harald Frisch. Sa construction avait coûté quelque 44 millions de Mark, dont 9 millions de prêt à taux zéro alloué par la ville de Berlin,. Après son ouverture, le Blub est devenu sponsor du maillot des joueurs du Hertha BSC Berlin pour la saison 1985/1986.
Le Blub était chaque jour ouvert de 10 h à 23 h. Les 600 000 visiteurs annuels initiaux sont progressivement descendu à 330 000 en 2001. Frisch a justifié l'échec du Blub en partie par son caractère grand public :

« il y avait de graves problèmes avec des gangs de jeunes, qui considéraient les bassins comme leur territoire. Pour remédier à ce problème, nous avons embauché trois vigiles, ce qui n'a pas eu de résultat. C'est ça autant que les problèmes d'entretien qui ont effrayé les familles. »

— Harald Frisch, Créateur et directeur du complexe de loisirs Blub.
Le site était particulièrement apprécié des amateurs d'exploration urbaine, mais a été ravagé par un incendie en 2016.